# Fiyi en los Juegos Paralímpicos de Toronto 1976
Fiyi estuvo representado en los Juegos Paralímpicos de Toronto 1976 por nueve deportistas masculinos. El equipo paralímpico fiyiano no obtuvo ninguna medalla en estos Juegos.